# Maďarsko na Letních olympijských hrách 1900
Maďarsko na Letních olympijských hrách v roce 1900 ve francouzské Paříži reprezentovala výprava 17 mužů ve 4 sportech.

## Medailisté
| Medaile | Jméno         | Sport    | Soutěž                  |
| ------- | ------------- | -------- | ----------------------- |
| Zlato   | Rudolf Bauer  | Atletika | Muži hod diskem         |
| Stříbro | Zoltán Halmay | Plavání  | Muži 200 m volný styl   |
| Stříbro | Zoltán Halmay | Plavání  | Muži 4 000 m volný styl |
| Bronz   | Lajos Gönczy  | Atletika | Muži skok do výšky      |
| Bronz   | Zoltán Halmay | Plavání  | Muži 1 000 m volný styl |